# Temnopteryx sericea
Temnopteryx sericea är en måreväxtart som beskrevs av Joseph Dalton Hooker. Temnopteryx sericea ingår i släktet Temnopteryx och familjen måreväxter. Inga underarter finns listade i Catalogue of Life.